# Bathyoncus mirabilis
Bathyoncus mirabilis är en sjöpungsart som beskrevs av William Abbott Herdman 1882. Bathyoncus mirabilis ingår i släktet Bathyoncus och familjen Styelidae. Inga underarter finns listade.